# Mary Corleone
Mary Corleone es un personaje ficticio en El padrino III, interpretado por Sofia Coppola. Es hija de Michael Corleone y Kay Adams y hermana de Anthony Vito Corleone.

## El padrino II
Mary aparece por primera vez en El padrino II como la hija menor de Michael y Kay. Es una niña pequeña (de unos 4 o 5 años) de finales de la década de 1950. Al igual que su hermano Anthony, Mary no tiene un papel importante ni un arco narrativo en la película.

## El padrino III
Mary está protegida del violento mundo de la familia criminal Corleone aunque también le interesa. Se enamora de su primo, Vincent Mancini, el hijo ilegítimo de Sonny Corleone. Mientras la familia viaja a Sicilia, Michael le dice a Mary que desaprueba el romance, creyendo que la creciente participación de Vincent en el "negocio familiar" pone su vida en peligro. Teme que Mary corra la misma suerte que su primera esposa, Apollonia, que murió en un coche bomba destinado a él 30 años antes.
Hacia el final de la película, Michael nombra a Vincent como su sucesor, con la condición de que rompa su relación con Mary. Después del concierto debut de su hermano, el asesino Mosca intenta matar a Michael. Una bala roza el hombro de Michael, pero la otra de da accidentalmente a Mary en el torso, hiriéndola fatalmente. Michael está devastado por la muerte de Mary y grita de tormento mientras acuna su cadáver.

### Casting
Sofia Coppola, la hija del director Francis Ford Coppola, fue elegida para el papel de Mary Corleone después de que varias opciones abandonaran: Winona Ryder interrumpió su participación en la película debido a agotamiento nervioso, Julia Roberts por conflictos de horario, y Madonna por ser demasiado mayor para el papel. Rebecca Schaeffer había perseguido anteriormente el papel, pero había sido asesinada por un fan trastornado. Se ha sugerido que la situación perjudicó aún más la carrera de Francis Ford Coppola y arruinó la de Sofía antes de que hubiera comenzado. Coppola ha dicho que en realidad nunca quiso actuar y que solo apareció en la película como un favor a su padre. Después del rodaje, confirmó que no quería dedicarse a la actuación. También se ha sugerido que el papel de Sofía en la película puede haber contribuido a su rendimiento de taquilla, que comenzó con fuerza y luego decayó. Coppola ha dicho que su padre basó gran parte de su personaje en ella mientras escribía el guion, incluso antes de que la eligieran para el papel.  A Sofía le preocupaba que solo le hubieran dado el papel porque era la hija del director, y el papel la estresó durante el tiempo de rodaje que su madre observó en una serie de diarios que escribió para Vogue during the filming.
Después de que fue criticada por su actuación en El padrino III, por la que ganó el Peor actriz de reparto y Peor nueva Estrella en los 1990 Golden Raspberry Awards, Coppola terminó su carrera como actriz, aunque apareció en la película independiente Inside Monkey Zetterland (1992), así como en los fondos de las películas de sus amigos y familiares: por ejemplo, apareció como Saché, una de las cinco doncellas de la reina Padmé Amidala en Star Wars: Episodio I - La amenaza fantasma (1999) de George Lucas. Desde entonces, se ha citado a Coppola diciendo que no le dolieron las críticas por su papel en El padrino III, porque nunca quiso especialmente una carrera como actriz.

## Sequel novels
María aparece como un personaje secundario en la novelas secuelas de Mark Winegardner The Godfather Returns y The Godfather's Revenge, aunque en la novela original, el segundo hijo de Michael es un niño.

## Familia
- Michael Corleone—Padre; interpretado por Al Pacino
- Kay Adams—Madre; interpretada por Diane Keaton
- Anthony Vito Corleone—Hermano; played by Anthony Gounaris in Godfather I, played by James Gounaris in Godfather II, played by Franc D'Ambrosio in Godfather III
- Vito Corleone—Grandfather; played by Marlon Brando y Robert De Niro
- Carmela Corleone—Abuela; interpretada por Morgana King and Francesca De Sapio
- Santino 'Sonny' Corleone—Tío; interpretado por James Caan
- Fredo Corleone—Uncle; played by John Cazale
- Constanzia "Connie" Corleone-Rizzi—Tía; interpretada por Talia Shire
- Vincent Mancini-Corleone—Primo; hijo de Sonny Corleone interpretado por Andy García
- Frank Corleone—Primo; hijo de Sonny Corleone
- Kathryn & Francesca Corleone—Primas; hijas gemelas de Sonny
- Santino Corleone, Jr.—Primo; hijo de Sonny Corleone